# Daugava stadion, Daugavpils
Daugava stadion är en fotbollsarena i Daugavpils, Lettland och har en kapacitet på 3 480 åskådare. Arenan är hemmaplan för FC Daugava.